# Udo Breitbach
Mons. Udo Breitbach (* 1960, Plaidt) je německý římskokatolický kněz, papežský prelát a podsekretář Kongregace pro biskupy.

## Život
Narodil se roku 1960 v Plaidtu. Teologii a filosofii studoval v Trevíru a Mnichově. Na kněze byl vysvěcen 28. června 1986 biskupem Hermannem Josefem Spitalem. Po vysvěcení působil v pastoračních službách v Trevíru a Saarbrückenu. V letech 1989 až 1991 studoval kanonické právo na Papežské Gregoriánské univerzitě. Byl vicerektorem Collegio Teutonico di Santa Maria dell’Anima. Roku 1992 začal působit v Kongregaci pro biskupy. Roku 1997 získal na Gregoriánské univerzitě doktorát z kanonického práva.
Roku 1996 mu byl udělen titul Kaplana Jeho Svatosti.
Roku 2005 mu byl udělen titul Preláta Jeho Svatosti.
Dne 25. ledna 2012 jej papež Benedikt XVI. jmenoval podsekretářem Kongregace pro biskupy.